# 谢尔盖·瓦西里耶夫
谢尔盖·德米特里耶维奇·瓦西里耶夫（俄语：Серге́й Дми́триевич Васи́льев，1900年11月4日—1959年12月16日），是一位苏联电影导演、剪辑人员和编剧人员。1928年至1943年期间，他与格奥尔基·尼古拉耶维奇·瓦西里耶夫共用“瓦西里耶夫兄弟”的名字，导演过数部电影，其中包括著名的苏联战争电影《夏伯阳》和《保卫察里津》。在格奥尔基逝世后，他单独导演了电影《什布卡山上的英雄们》和《十月的日子里》。
谢尔盖于1941年和1942年两次获得斯大林奖。后来又于1948年获得苏联人民艺术家的称号。在1955年的戛纳电影节上，谢尔盖凭借电影《什布卡山上的英雄们》而获得最佳导演奖。

## 执导电影
| 年代 | 电影译名           | 电影原名         | 备注             |
| 1928 | 冰上功勋           | Подвиг во льдах  | 导演，纪录片     |
| 1930 | 睡美人             | Спящая красавица | 导演，编剧       |
| 1932 | 私事               | Личное дело      | 导演，编剧       |
| 1934 | 夏伯阳             | Чапаев           | 导演，编剧，演员 |
| 1937 | 沃洛恰也夫的日子   | Волочаевские дни | 导演，编剧       |
| 1942 | 保卫察里津         | Оборона Царицына | 导演，编剧       |
| 1943 | 前线               | Фронт            | 导演，编剧       |
| 1955 | 什布卡山上的英雄们 | Герои Шипки      | 导演             |
| 1958 | 十月的日子里       | В дни Октября    | 导演，编剧       |

## 荣誉与勋章
- 苏联人民艺术家 (1948)
- 俄罗斯苏维埃联邦社会主义共和国功勋艺术工作者 (1940)
- 斯大林奖
  - 一等 (1941) - 因导演电影《夏伯阳》 (1934)
  - 一等 (1942) - 因导演电影《保卫察里津》 (1941)
- 两枚列宁勋章 (1935, 1950)
- 劳动红旗勋章 (1954)
- 红星勋章 (1944)
- 1941-1945年大卫国战争中忘我劳动奖章 (1945)
- 戛纳电影节最佳导演奖 (1955) – 因电影《什布卡山上的英雄们》（该剧被提名为金棕榈奖）